# Chyndzoresk
Chyndzoresk – wieś w Armenii, w marzie Sjunik. W miejscowości jest zabytkowy kościół św. Rypsymy z XVII wieku.
Wieś znana z siedzib ludzkich częściowo wykutych w skałach w tzw. Starym Chyndzoresku.

## Galeria

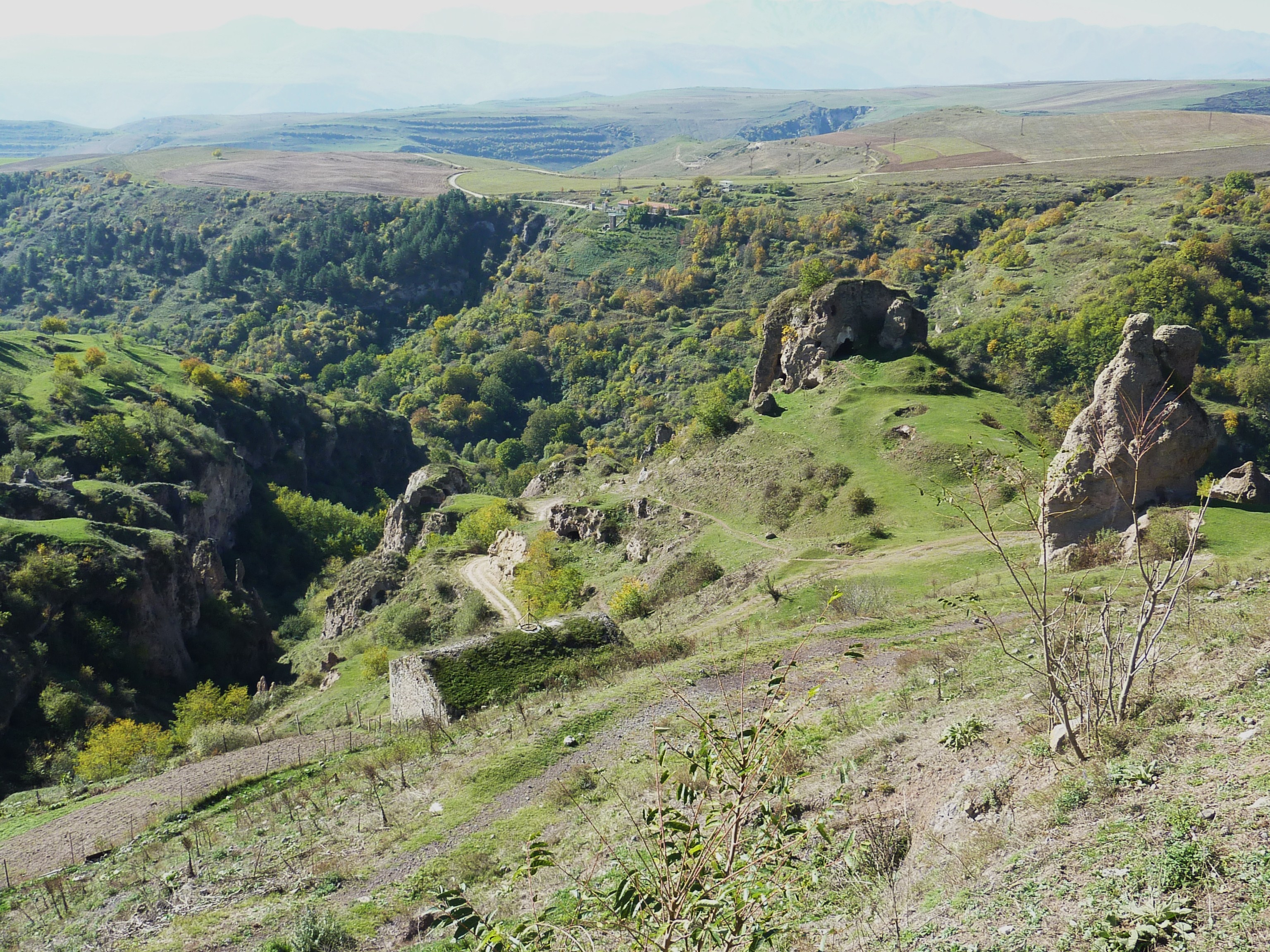
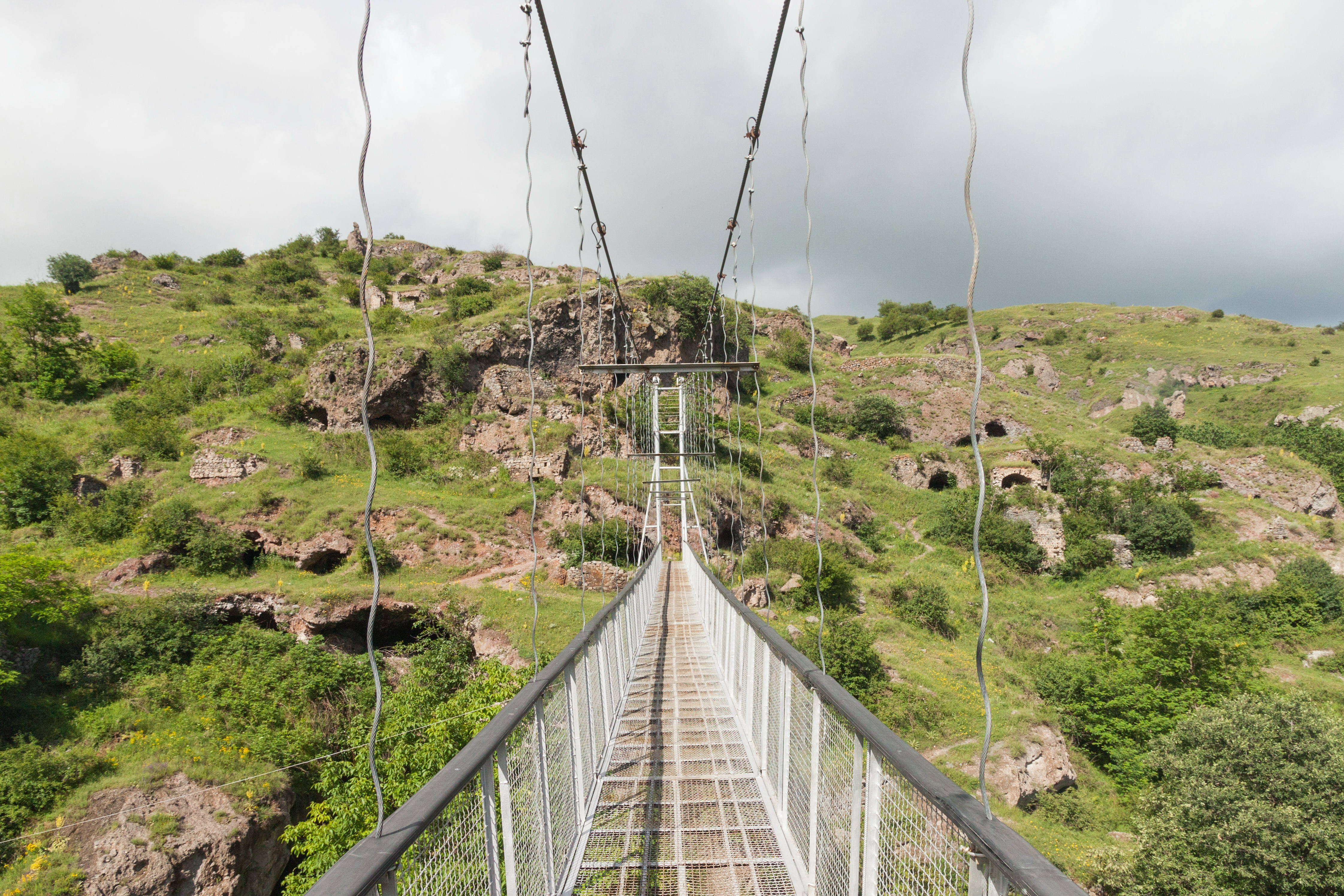
Most wiszący
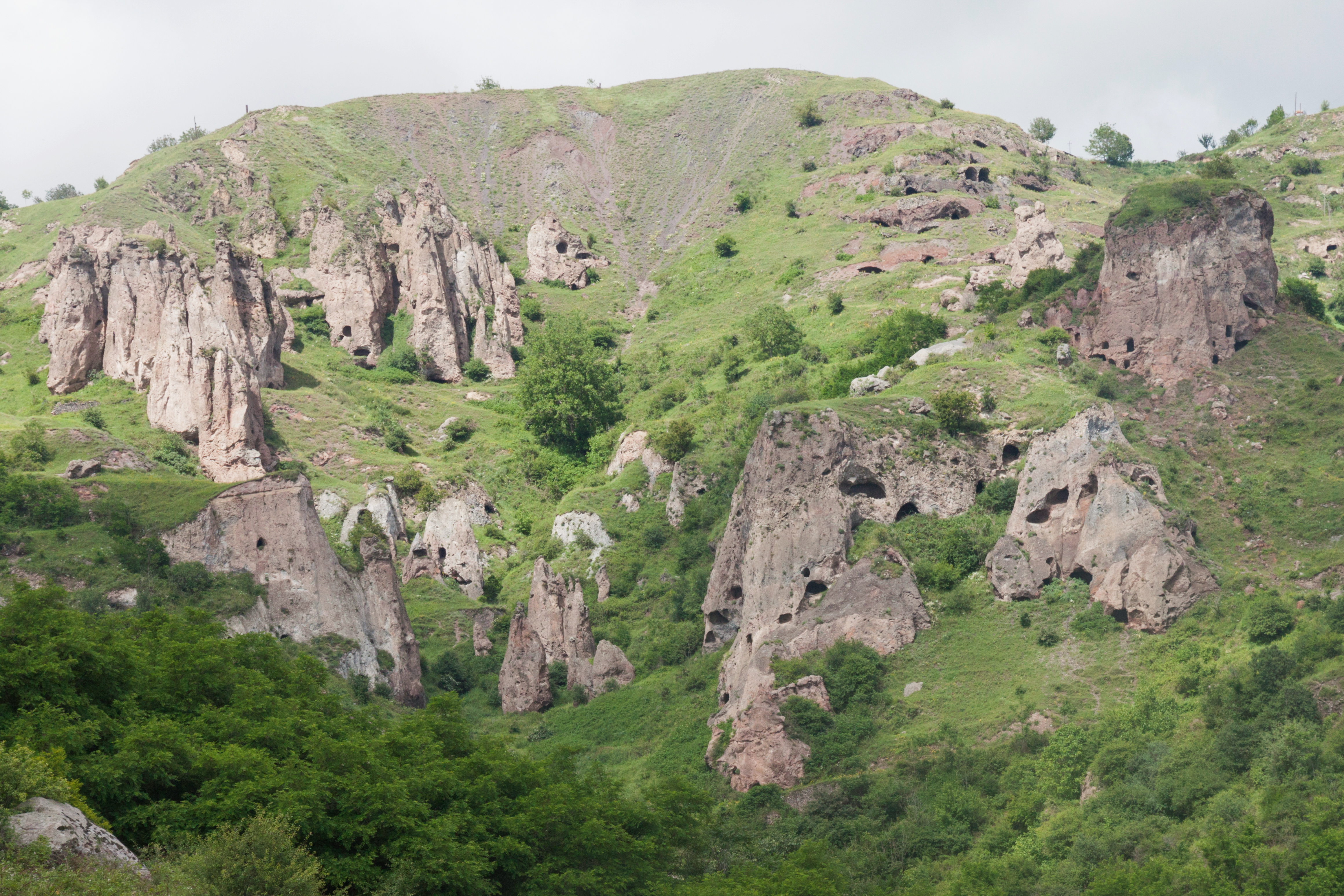
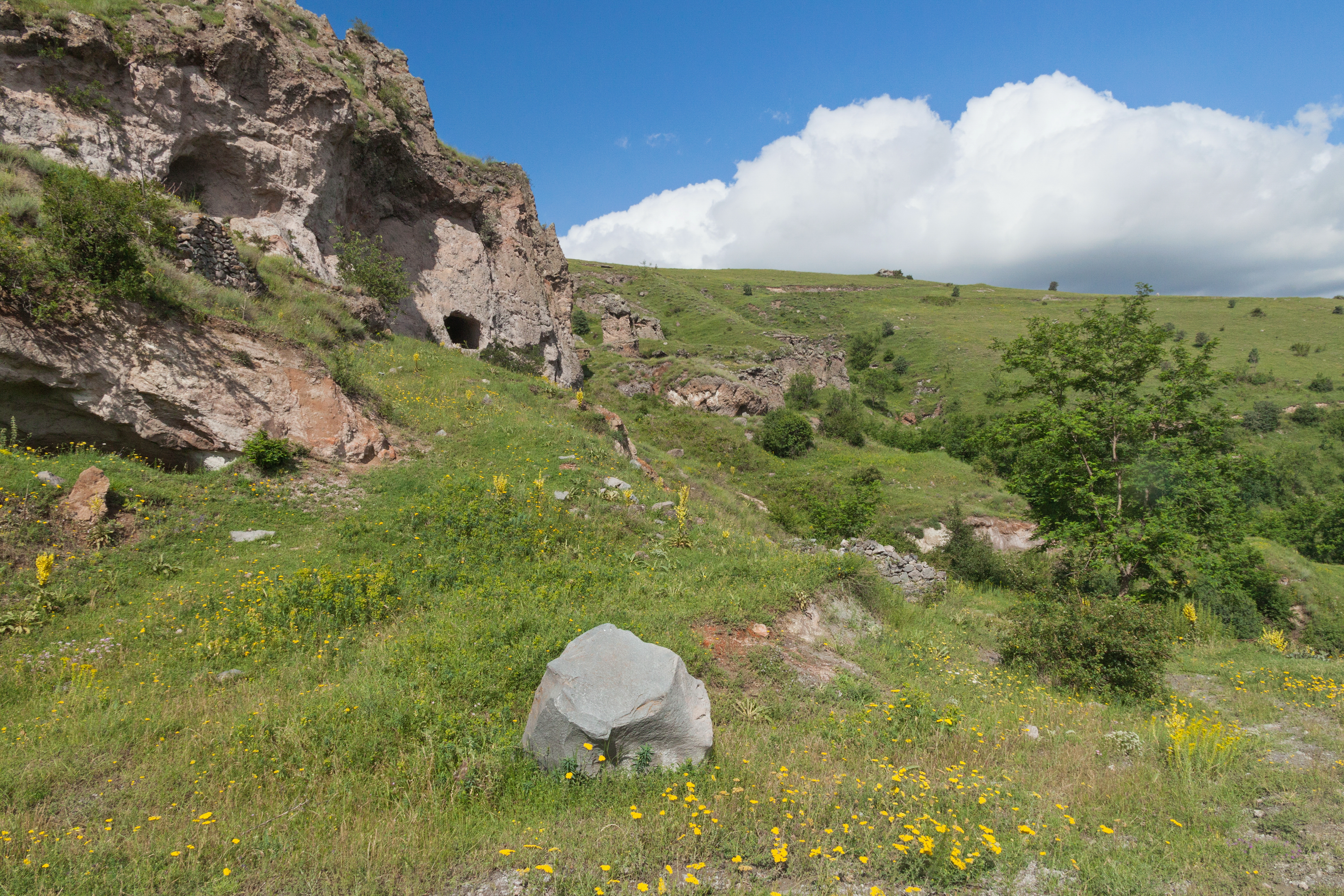
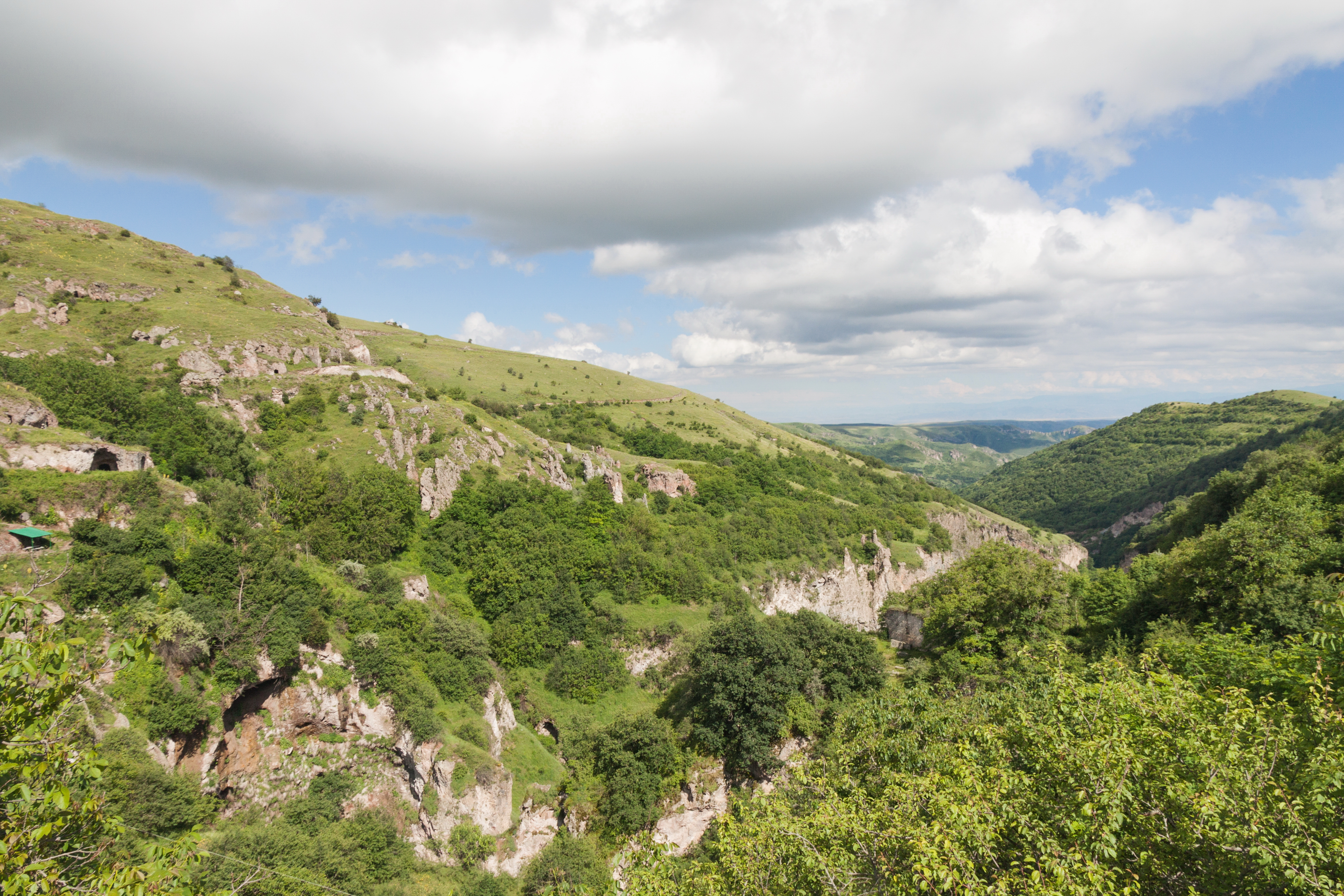
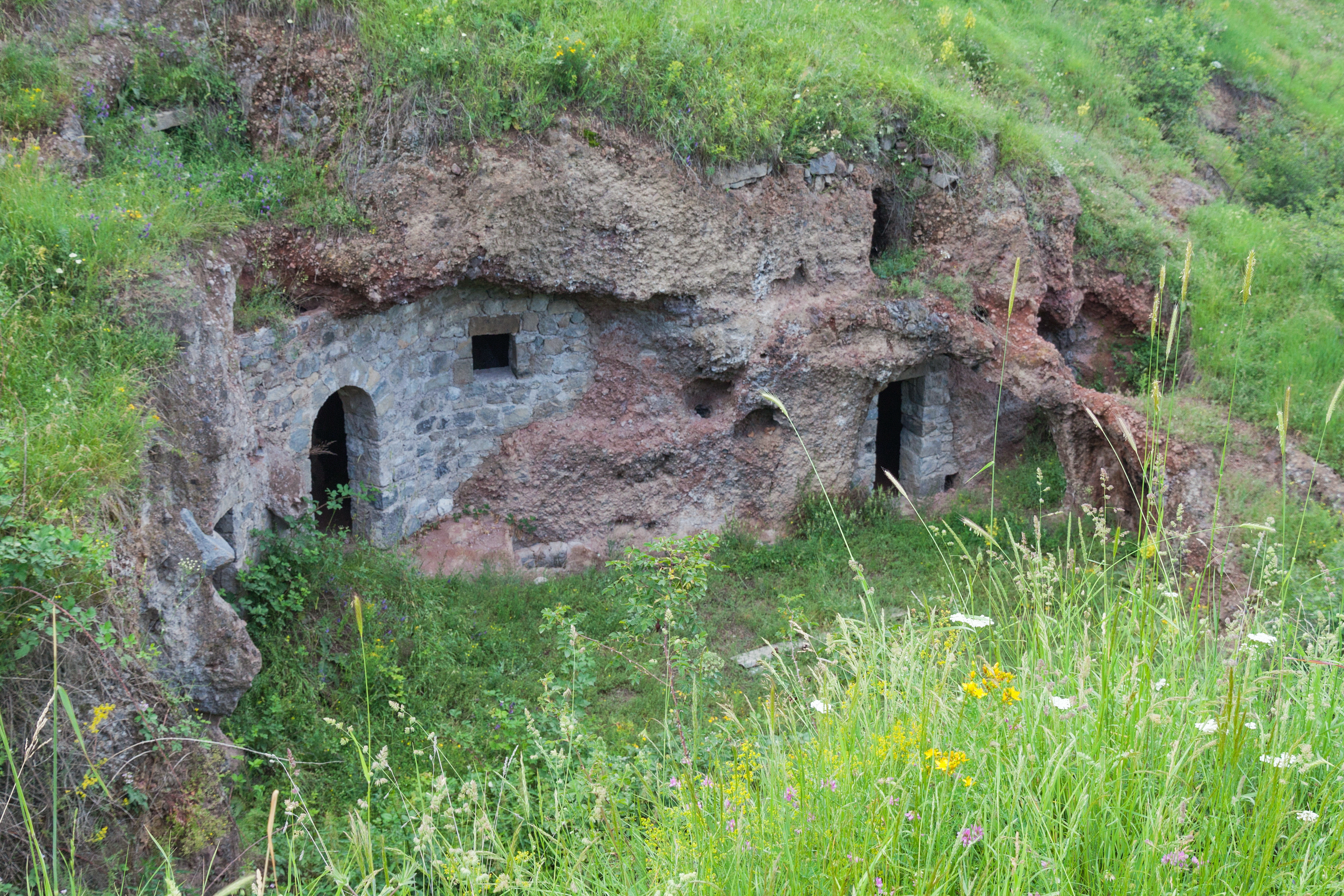
Dom w skałach